# Sherbrooke Fusiliers Regiment

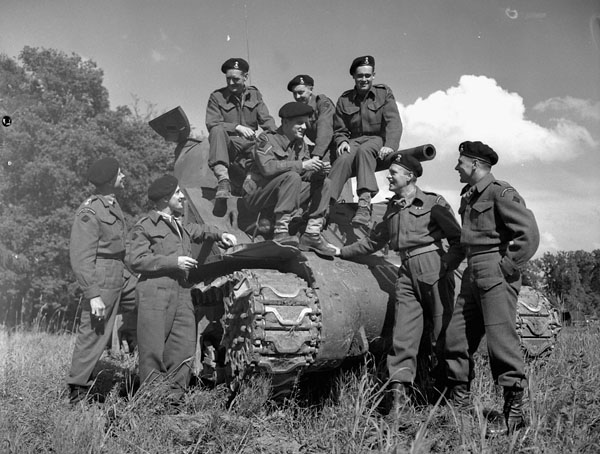
Soldats du régiment en juin 1945 sur le Bomb en Hollande.

Le Sherbrooke Fusiliers Regiment (aussi appelé 27e Régiment blindé) est un régiment blindé de l'armée canadienne formé en 1940 à la suite du regroupement de soldats de deux autres régiments : Les Fusiliers de Sherbrooke régiment d'infanterie et le Sherbrooke Hussars régiment blindé. Les badges de l'unité indique "Sherbrooke Fusilier Regiment".
Il participe au débarquement de Normandie en 1944 et notamment à la bataille de Caen.
Il fut démobilisé en 1946. Son héritage et sa lignée sont perpétués par les Sherbrooke Hussars.